# Holley Motor Company
Die Holley Motor Company war ein 1899 oder 1900 in Bradford (Pennsylvania, USA) gegründeter Automobil- und Motorradhersteller und das erste Unternehmen der späteren Gründer der Holley Performance Products. Das Unternehmen wurde 1904 als Bradford Motor Works neu organisiert und 1911 aufgelöst.

## Beschreibung
Die Brüder George M. (1878–1963) und Earl Holley (1881–1958) begannen um 1896 als Neunzehn- und Sechzehnjährige den Bau eines Einzylinder-Benzinmotors, den George in einen eigens dafür konstruierten Rahmen integrierte. Möglicherweise war dies das erste als Motorrad konzipierte Zweiradfahrzeug in den USA. Andere Konstruktionen zu dieser Zeit bestanden aus Fahrradrahmen mit angebauten Motoren. Hier sind allerdings Vorbehalte angebracht; als erstes Motorrad in den USA werden in der Regel die Thomas Autobi (1900) oder die Orient-Aster (exaktes Datum zwischen 1899 und 1900 unklar) genannt.
1897 stellten die Brüder ein komplettes Motordreirad mit angetriebenem einzelnem Hinterrad und Lenkhebel her. Dieser „Runabout“ soll etwa 48 km/h schnell gewesen sein. Er hatte einen Radstand von 60 Zoll (1524 mm), der von den Holleys konstruierte Einzylinder leistete beachtliche 9 PS – mehr als der erste Packard von 1899. Das Fahrzeug hatte ein Zweiganggetriebe ohne Rückwärtsgang und wog 306 lb (ca. 140 kg).

## Motorräder
Zunächst konzentrierten sie sich auf Motoren und, nachdem sich diese nicht in befriedigender Anzahl verkaufen ließen, auf komplette Motorräder. Die Serienfertigung des Holley-Motorrads übernahm zunächst die Olive Wheel Company in Syracuse (New York) aber spätestens 1901 erfolgte diese in eigenen Anlagen in Bradford.
Vom 1. Mai bis 2. November 1901 fand in Buffalo (New York) die Weltausstellung Pan-American Exposition statt, in deren Rahmen verschiedene Motorsportanlässe durchgeführt wurden. George Holley brach – trotz einem Sturz am gleichen Tag – am 22. August sämtliche Motorradrekorde über 5 Meilen (8,045 km). Der erste belegte Motorsportanlass in den USA hatte am 31. Juli 1900 im Charles River Race Park in Boston (Massachusetts) stattgefunden, wo Albert Champion auf Orient-Aster die 5 Meilen in etwas über 7 Minuten absolviert hatte.
1902 gewann George das erste Endurance-Motorradrennen in den USA und stellte weitere Rekorde auf.

## Motorette
Ein Automobil wurde 1902 (nach einer anderen Quelle bereits 1900) vorgestellt. Die Motorette oder auch Touring Runabout genannte Voiturette erhielt einen Einzylindermotor eigener Konstruktion mit exakt 5,27 bhp. Der Radstand betrug wiederum bescheidene 1524 mm.
Die Holley Motorette war eine fortschrittliche Konstruktion mit vorne stehendem Motor, Kettenantrieb auf die Hinterachse, einem Lenkrad und einem vorn unter dem Chassis angehängten Schlangenkühler. Die Welle zum Ankurbeln des Motors wurde durch den Kühler geführt, dessen Position somit die Verwendung einer „französischen“ Motorhaube erlaubte. Solche „Schaufelnasen“ hatten unter anderem C.G.V. oder Mors; bei den bekannteren Renault oder Clément-Bayard ist der Kühler hinter dem Motor, aber vor der Spritzwand angebracht. Je nach Quelle kostete der Holley moderate US$ 550 oder 650.
Trotz dieses günstigen Preises wurde auf Details Wert gelegt. So gab viele Zierteile aus blankem Messing, etwa auf der Motorhaube. Bis 1904 wurden etwa 150 Motorettes gebaut.

## Vergaser
Die Holley-Brüder beschäftigten sich mit der Verbesserung der anfälligen Vergaser. Auf einer Europareise sicherte sich George Holley die Vertretung der führenden französischen Longuemare-Vergaser, die auch in den USA verbreitet waren, sowie die Lizenz zu deren Nachbau. Neben dem Automobilgeschäft begannen die Brüder mit dem Verkauf von Vergasern an Automobilhersteller, etwa für frühe Oldsmobile Curved Dash, Ford, Buick, Pierce-Arrow oder Winton. Packard hingegen setzte jahrelang auf Longuemare-Vergaser.

## Kit Car
Dieser Bereich entwickelte sich so erfreulich, dass die Brüder beschlossen, den wenig lukrativen Fahrzeugbau aufzugeben. Sie verkauften 1904 die Holley Motor Company an eine Gruppe lokaler Geschäftsleute. Diese änderten den Namen des Unternehmens in Bradford Motor Works und verkauften die Motorette als Bradford. Ihre neue Strategie war, das Fahrzeug als Kit Car anzubieten. Allerdings scheint sich das Interesse darauf beschränkt zu haben, das Bestandteillager abzubauen; der Bradford verschwand 1905 vom Markt.
Motorräder wurden bis 1911 gebaut und erfuhren in dieser Zeit auch Verbesserungen, so etwa 1905 einen neuen Rahmen mit weiter vorn platziertem Motor und einer neuen Vorderradgabel.
Den Erlös aus dem Unternehmen investierten die Holleys in die 1903 gegründete Holley Carburator Company, die 1907 in Detroit (Michigan) ihr erstes großes Werk errichtete. Das Unternehmen existiert bis heute als Holley Performance Products.

## Holley-Fahrzeuge heute
Etwa 150 Holley Motorettes und 450 Bradford wurden gebaut. Eine ungebrauchte Motorette wurde in den 1940er Jahren in neuwertigem Zustand auf einer Farm in Maryland gefunden. Das Fahrzeug ist wahrscheinlich das einzige noch existierende seiner Art und im Besitz der Holley Performance Products, an deren Hauptsitz in Bowling Green (Kentucky) es ausgestellt ist.